# Tomasz Sikorski: Twilight
Tomasz Sikorski: Twilight – album polsko-węgierskiego pianisty Szabolcsa Esztényi’ego z muzyką współczesną polskiego kompozytora Tomasza Sikorskiego, wydany w 2017 przez Bôłt (nr kat. BR1046)/ DUX Recording Producers (nr kat. DUX 1466). W pierwszej kompozycji („Music in Twilight”) solistę wsparła Orkiestra Symfoniczna Filharmonii Narodowej pod dyrekcją Zsolta Nagy’ego.  Nagrania z orkiestrą pochodzi z Festiwalu „Warszawska Jesień” z 2006 roku. Nagrania solowe zarejestrowane zostały studyjnie w 2017 roku. Płyta uzyskała nominację do Fryderyka 2018 w kategorii Album Roku Recital Solowy.

## Lista utworów
| Nr | Tytuł utworu        | Długość |
| -- | ------------------- | ------- |
| 1. | „Music in Twilight” | 23:58   |
| 2. | „Sonant”            | 14:52   |
| 3. | „Hymnos”            | 15:59   |
| 4. | „Euphony”           | 10:30   |
|    |                     | 1:05:19 |